# 政治連盟
政治連盟（せいじれんめい）とは、各職能団体や業界団体などの利益団体が職責を全うするために必要な陳情を政府や自治体に求めたり、政党や議員らを支援するために結成された政治団体である。政治資金規正法第6条の規定に基づいた政治団体として、活動をするケースが大半である。
尚、本項目では、日本における記述が大半を占めていることに留意せよ。
組織票・組織内議員も参照せよ。
例えば法務系の職能団体の多くは強制加入団体であり、団体の中に様々な政治思想を持つメンバーがいる中で団体として単一の政治主張するのは好ましくないとされる。他業界のように強制加入の団体でなくとも、団体の性格上、直接的な政治活動を行うことが難しい場合は多い。そのような場合のために団体の外で名目上、別個で政治団体を結成して、有志のメンバーという体裁で各業界、職能の利益を守るために政治活動を行うために結成されるケースが多い。

## 日本の政治連盟一覧
- 日本遺族政治連盟
- 神道政治連盟
- インナートリップ・イデオローグ・リサーチセンター
- 大行社政治連盟
- 日本民主教育政治連盟
- 日本中小企業政治連盟
- 全国商工政治連盟（全国商工会連合会の政治連盟）
- 日本商工連盟（日本商工会議所の政治連盟）
- 全国中小企業政治協会（全国中小企業団体中央会の政治連盟）
- 全国商店街政治連盟（全国商店街振興組合連合会の政治連盟）
- 全国貸金業政治連盟
- ネットワークビジネス推進連盟
- 日本弁護士政治連盟（日本弁護士連合会の政治連盟）
- 日本公認会計士政治連盟（日本公認会計士協会の政治連盟）
- 日本税理士政治連盟（日本税理士会連合会の政治連盟）
- 全国社会保険労務士政治連盟（全国社会保険労務士会連合会の政治連盟）
- 日本行政書士政治連盟（日本行政書士会連合会の政治連盟）
- 日本司法書士政治連盟（日本司法書士会連合会の政治連盟）
- 全国土地家屋調査士政治連盟（日本土地家屋調査士会連合会の政治連盟）
- 日本弁理士政治連盟（日本弁理士会の政治連盟）
- 日本不動産鑑定士政治連盟（日本不動産鑑定士協会連合会の政治連盟
- 日本海事代理士政治連盟（日本海事代理士会の政治連盟）
- 全国青色申告会総連合
- TKC全国政経研究会（TKC全国会の政治連盟）
- 日本建築家政治連盟
- 全国不動産政治連盟（全国宅地建物取引業協会連合会の政治連盟）
- 全日本不動産政治連盟（全日本不動産協会の政治連盟）
- 全国ビルメンテナンス政治連盟（全国ビルメンテナンス協会の政治連盟）
- 全日電工連政治連盟（全日本電気工事業工業組合連合会の政治連盟）
- 全国石油政治連盟（全国石油商業組合連合会、全国石油協会の政治連盟）
- 全国測量設計政治連盟（全国測量設計業協会連合会の政治連盟）
- 全国LPガス政治連盟（全国LPガス協会の政治連盟）
- 逓信退職者連盟
- 全国旅館政治連盟（全国旅館ホテル生活衛生同業組合連合会の政治連盟）
- 日販協政治連盟（日本新聞販売協会の政治連盟）
- 全国たばこ販売政治連盟（全国たばこ販売協同組合連合会の政治連盟）
- 全国小売酒販政治連盟（全国小売酒販組合中央会の政治連盟）
- 大日本猟友政治連盟（大日本猟友会の政治連盟）
- 農業者政治連盟（農業協同組合の政治連盟、全国農業者農政運動組織連盟の下部組織）
- 日本酪農政治連盟（全国酪農業協同組合連合会、全国酪農協会、日本乳業協会の政治連盟）
- 日本養豚振興政治連盟（日本養豚協会の政治連盟）
- 全国たばこ耕作者政治連盟（全国たばこ耕作組合中央会の政治連盟）
- 全日本開拓者連盟（全国開拓農業協同組合連合会の政治連盟）
- 全国畜産政治連盟（全国畜産農業協同組合連合会の政治連盟）
- 全国林業政治連盟（全国森林組合連合会の政治連盟）
- 全国土地改良政治連盟
- 日本薬業政治連盟（日本医薬品卸売業連合会の政治連盟）
- 日本獣医師政治連盟（日本獣医師会の政治連盟）
- 日本医師連盟
- 日本歯科医師連盟
- 日本薬剤師連盟
- 日本病院薬剤師連盟
- 日本看護連盟
- 日本臨床検査技師連盟（日本臨床衛生検査技師会の政治連盟）
- 日本臨床工学技士連盟（日本臨床工学技士会の政治連盟）
- 日本放射線技師連盟（日本放射線技師会の政治連盟）
- 日本理学療法士連盟
- 日本柔道整復師連盟（日本柔道整復師会の政治連盟）
- 日本歯科技工士連盟（日本歯科技工士会の政治連盟）
- 日本歯科衛生士連盟（日本歯科衛生士会の政治連盟）
- 日本栄養士連盟（日本栄養士会の政治連盟）
- 全日本調理師政治連盟（日本調理師会の政治連盟）
- 日本保育推進連盟（日本保育協会の政治連盟）
- 全国介護政治連盟（全国老人福祉施設協議会の政治連盟）
- 全国珠算教育普及政治連盟（全国珠算教育連盟の政治連盟）
- 全国損害保険代理業政治連盟（日本損害保険代理業協会の政治連盟）
- 日本衛生検査所連盟（日本衛生検査所協会の政治連盟）